# Müllheizkraftwerk Coburg

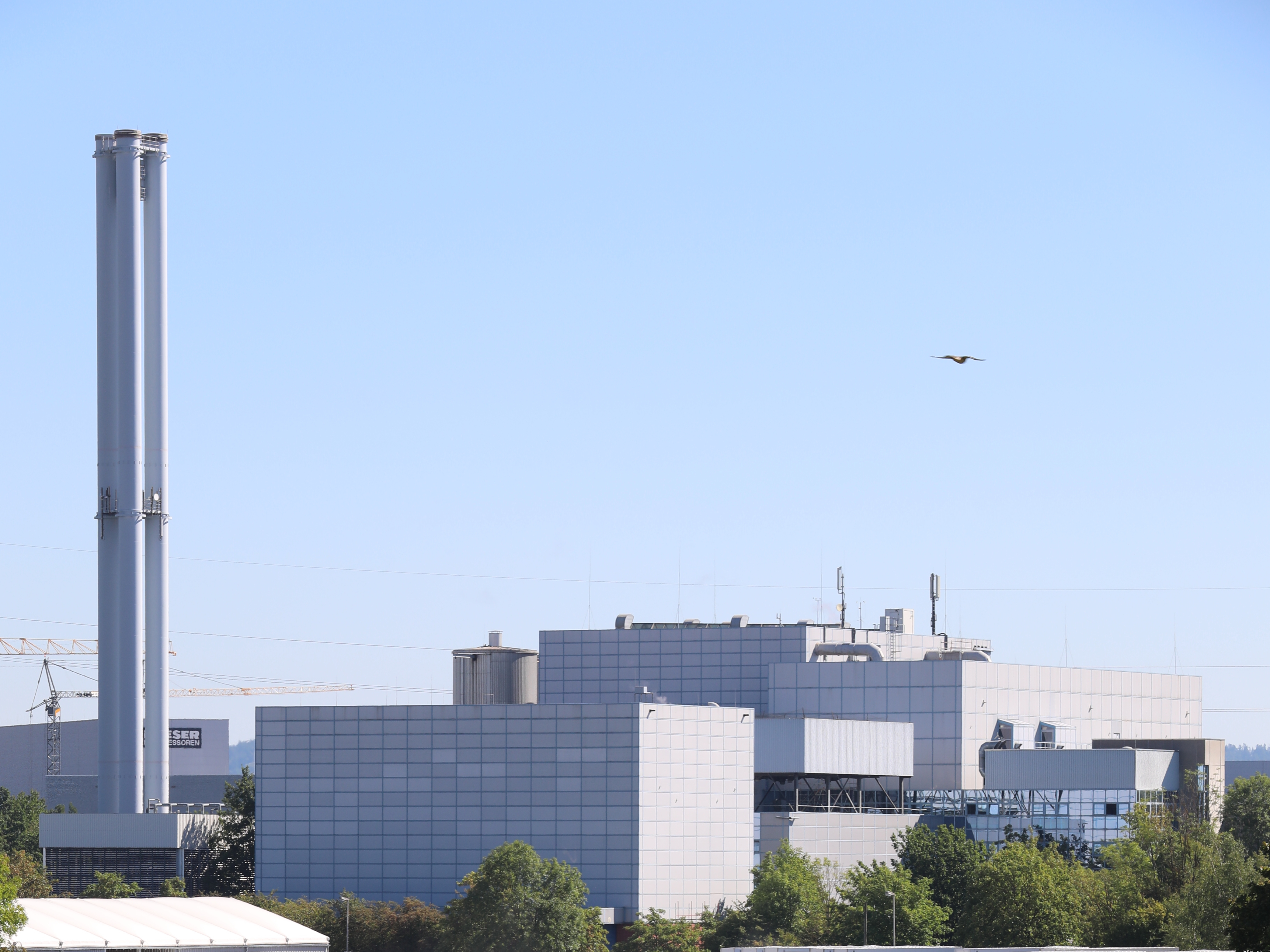
Müllheizkraftwerk Coburg

Das Müllheizkraftwerk Coburg steht in dem Stadtteil Neuses der oberfränkischen Stadt Coburg. Es verbrennt jährlich bis zu 135.000 Tonnen Müll und dient neben der Entsorgung von Abfall auch zur energetischen Nutzung von Hausmüll und Gewerbeabfällen für die Strom- und Fernwärmeerzeugung in einer KWK-Anlage. Eigentümer und Betreiber des Kraftwerks ist der Zweckverband für Abfallwirtschaft in Nordwest-Oberfranken (ZAW).

## Geschichte
Im Jahr 1974 gründeten die Landkreise Landkreis Coburg, Landkreis Kronach, Landkreis Lichtenfels und die Stadt Coburg für die Entsorgung und Verwertung der Abfälle den Zweckverband für Abfallwirtschaft in Nordwest-Oberfranken (ZAW). Nach umfangreichen Untersuchungen und langen Diskussionen von Deponiestandorten prüfte ab 1977 der ZAW den Bau eines Müllheizkraftwerkes (MHKW) in Coburg, da in der Stadt schon seit 1957 ein Fernwärmenetz, von einem Kohlekraftwerk versorgt, aufgebaut wurde.
Als Standort des Müllheizkraftwerkes wurde in Coburg das zentrumsnahe Gelände der Städtischen Werke Überlandwerke Coburg (SÜC) an der Bamberger Straße vorgesehen, weil dort die Verteilerzentrale des Fernwärmenetzes lag. Aufgrund des großen Widerstandes in der Bevölkerung und einer fehlenden Mehrheit im Stadtrat kam es aber zu keiner Einleitung des Planfeststellungsverfahrens.:s. 32 Am 25. November 1982 entschied sich der Stadtrat mit 21 zu 19 Stimmen für das Industriegebiet des Stadtteils Neuses im Coburger Norden als neuen Standort.:s. 310
Am 2. Oktober 1984 leitete der ZAW das Planfeststellungsverfahren bei der Regierung von Oberfranken ein.:s. 45 Am 4. Juli 1986 folgte der Planfeststellungsbeschluss, der mit dem sofortigen Vollzug verbunden war. Eine außergerichtliche Einigung mit Klägern gegen den Planfeststellungsbeschluss ermöglichte es dem ZAW zeitnah mit dem Bauarbeiten zu beginnen.:s. 51 Da sich im Coburger Stadtrat keine Mehrheit für den Verkauf des städtischen Grundstücks fand, wurde die Stadt Coburg am 17. Juli 1986 enteignet.:s. 49
Der Münchner Anlagenbauer Martin erhielt den Auftrag mit den fünf Hauptgewerken. Der Spatenstich wurde am 1. Oktober 1986 gefeiert und am 7. Oktober 1987 das Richtfest.:s. 325 Ende 1988 war die Anlage fertiggestellt, der Probebetrieb war am 12. Juli 1989 abgeschlossen.:s. 59 Die Kosten betrugen 222 Millionen DM. Der Zweckverband erhielt eine Förderung aus Bundes- und Landesmitteln von 66 Prozent. Die Verbrennungskosten wurden Ende 1988 auf 86 DM pro Tonne festgesetzt.:s. 61 Am 30. April 1990 war die offizielle Einweihung.:s. 335 Das Müllheizkraftwerk ersetzte auch das veraltete Kohlekraftwerk der SÜC.
Basierend auf den Standards der 1990 erlassenen 17. Bundesimmissionsschutzverordnung (BImSchV) musste die Rauchgasreinigung nachgebessert werden. Im Jahr 1993 erfolgte die Vergabe und am 22. November 1996 war die Nachrüstung für 15 Millionen DM abgeschlossen.:s. 50 Zur weiteren Verkleinerung des Emissionsgrenzwertes für die Stickoxide wurden zwischen 2010 und 2013 die Verbrennungslinien nachgerüstet. Im Jahr 2017 wurde die Rauchgasreinigung für 3,2 Millionen Euro erneuert.

## Anlage
Der Müll aus den Landkreisen Kronach und Lichtenfels wird mit der Eisenbahn angeliefert. Dafür sind in Kronach-Neuses unnd Lichtenfels-Seubelsdorf Umladestationen vorhanden. Seit 1999 wird zur Auslastung der Anlage auch Müll des Zweckverbandes Abfallwirtschaft Erlangen verbrannt.
Die Anlage dient der thermischen Abfallbehandlung und energetischen Nutzung von Hausmüll und Gewerbeabfällen für die Erzeugung von Strom und Fernwärme. Sie besteht aus zwei Mülllinien. Bis Ende der 2010er Jahre bestand außerdem eine Kohlelinie als Ausfallreserve für die Mülllinien bei der Fernwärmeerzeugung.
Die Jahreskapazität beträgt etwa 135.000 Tonnen, die maximale Tageskapazität etwa 432 Tonnen. 10,6 MWel ist die Elektrische Leistung und 36,6 MWth die Thermische Leistung. Die jährliche Filterstaubmasse von 5000 Tonnen aus der Rauchgasreinigungsanlage wird in einem Salzstock entsorgt. Das MHKW beschäftigt 55 Mitarbeiter.
Die erzeugte Fernwärme wird über eine 4,3 Kilometer lange, unterirdische Rohrleitung den Städtischen Werken Überlandwerke Coburg in der Bamberger Straße geliefert, wo sich die Verteilerstation der SÜC befindet. Sie wurde 1987/1988 errichtet und kostete 20 Millionen DM.